# 24332 Shaunalinn
24332 Shaunalinn (tên chỉ định: 2000 AK69) là một tiểu hành tinh vành đai chính. Nó được phát hiện bởi dự án Nghiên cứu tiểu hành tinh gần Trái Đất Lincoln ở Socorro, New Mexico, ngày 5 tháng 1 năm 2000. Nó được đặt theo tên Shauna Theresa Linn, an American high school student whose behavioral và social sciences project won second place ở the 2008 Giải thưởng Khoa học và Kỹ thuật Intel.